# La Polvareda, Querétaro Arteaga
La Polvareda är en ort i Mexiko.   Den ligger i kommunen Landa de Matamoros och delstaten Querétaro Arteaga, i den centrala delen av landet, 200 km norr om huvudstaden Mexico City. La Polvareda ligger 1 061 meter över havet och antalet invånare är 134.
Terrängen runt La Polvareda är kuperad. Runt La Polvareda är det ganska glesbefolkat, med 29 invånare per kvadratkilometer. Närmaste större samhälle är Landa de Matamoros, 6,4 km sydväst om La Polvareda. I omgivningarna runt La Polvareda växer i huvudsak blandskog.